# Бородатковые
Бородатковые (лат. Capitonidae) — семейство птиц отряда дятлообразных. 
Это птицы плотного сложения с очень крупной головой и сильным прямым, слегка вздутым клювом, с помощью которого они расчленяют плоды. Ноздри защищены щетинками, которые нередко длиннее клюва(образуют подобие бороды). Кормятся фруктами и беспозвоночными, которых ищут на земле и на мёртвых стволах под отставшей корой. В полусгнившей древесине выщипывают для себя гнездовые укрытия.

## Классификация
Международный союз орнитологов выделяет 2 рода и 15 видов:
- Capito — Бородастики-кабезоны
  - Capito aurovirens — Оливковый кабезон
  - Capito wallacei
  - Capito fitzpatricki
  - Capito maculicoronatus — Пятнистый кабезон
  - Capito squamatus — Оранжеволобый кабезон
  - Capito hypoleucus — Белоспинный кабезон
  - Capito dayi — Полосатогорлый кабезон
  - Capito brunneipectus
  - Capito niger — Крапчатый кабезон
  - Capito auratus
  - Capito quinticolor — Пятицветный кабезон
- Eubucco — Эубукко
  - Eubucco richardsoni — Златогрудый эубукко
  - Eubucco bourcierii — Андский эубукко
  - Eubucco tucinkae — Карабайский эубукко
  - Eubucco versicolor — Многоцветный эубукко